# 桶川市
桶川市（おけがわし）は、埼玉県の県央部に位置する人口約7万4千人の市。1970年（昭和45年）市制施行。

## 概要
古くは江戸時代の五街道の一つ中山道の宿場町・桶川宿として発展し、江戸時代に周辺部で栽培されていた紅花は「桶川臙脂」としてその名を知られ、最上地方に次いで2番目の収穫高を誇っていた。現在でも中山道には蔵作りの建物など宿場町の面影を残している。農業用地を残す一方で、近年は住宅地化も進行している。

## 地理

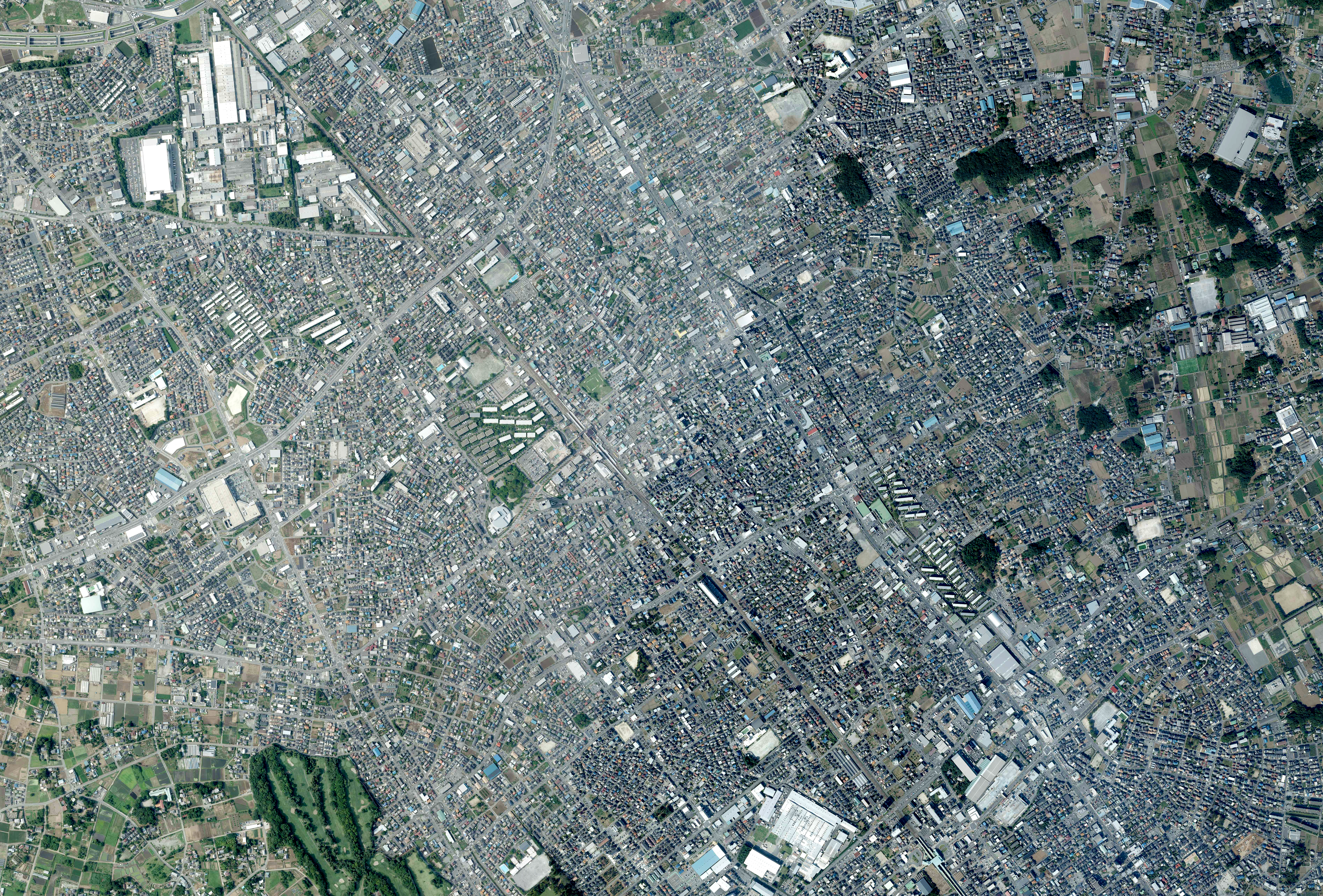
桶川市中心部周辺の空中写真。2019年6月26日撮影の6枚を合成作成。。

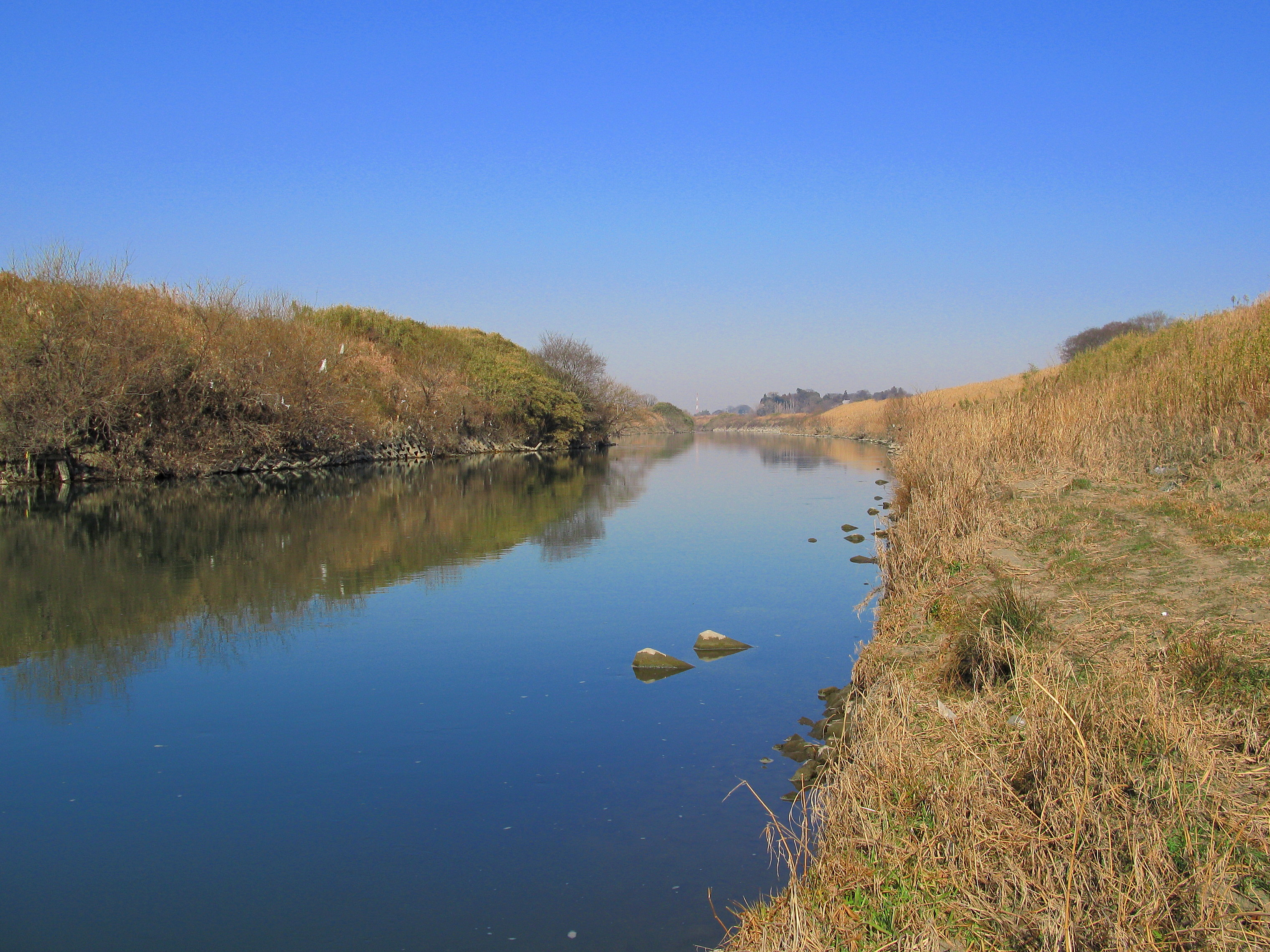
荒川

埼玉県の中央部に位置し、市域の多くは大宮台地の上にある。最高点は北西部の海抜25 m。市の中心を南北に国道17号、旧中山道、高崎線が通り、東西に埼玉県道12号川越栗橋線が通る。加納地区には直下に中央構造線に関連する綾瀬川断層が存在する。
市の西側、比企郡川島町との市町境付近（市町境は河川改修前の旧荒川で、今でも三日月湖など、当時の川の名残が見られる）に荒川、旧川田谷村と旧桶川町との境に江川が流れ、市の東側、久喜市との市境に元荒川が流れる。また、旧桶川町に芝川の水源、上尾町から分離、編入された旧大石村井戸木地区に鴨川の水源、旧加納村に綾瀬川の水源がある。
- 市内を流れる川
  - 荒川
  - 江川
  - 石川川
  - 鴨川
  - 芝川
  - 元荒川
  - 赤堀川
  - 高野戸川（加納中学校と埼玉県立桶川高等学校の間にあり、加納と坂田の境界上を流れる。）
  - 綾瀬川

### 隣接自治体との関係
上尾市
南部で接している。高崎線や国道17号、旧中山道（埼玉県道164号鴻巣桶川さいたま線）などで結ばれている。上尾市に所在する上尾警察署の管轄内であるほか、電話番号の単位料金区域でも同じ浦和MAに属し市内扱いである。上尾市北部（井戸木・泉台など）の住民は桶川駅を利用、桶川市南部（朝日・神明）の住民は北上尾駅を利用することがある。上尾市北部は歴史的には桶川との関係が深く、上尾市北部にある大字上、大字南はそれぞれ桶川に対しての名称（桶川上、桶川南）であるほか、同じく上尾市の菅谷・須ヶ谷なども古くは桶川郷に属した。また、江戸時代桶川宿の主産物として知られた紅花は、現在の上尾市大字上にあたる上村に種子がもたらされたことに始まると伝えられており、上尾市北部でも栽培が盛んであった。旧大石村の井戸木地区は、昭和の大合併直後に上尾町と桶川町に二分され、しばらく大字井戸木が双方で並立していた。その後、桶川市側の井戸木は住居表示の実施により消滅した。現在の鴨川の大半および若宮の一部がこれに相当する。
北本市
北部で接している。高崎線や国道17号、旧中山道（埼玉県道164号鴻巣桶川さいたま線）などで結ばれている。北本市南部（二ツ家など）の住民は桶川駅を利用することがある。埼玉県央広域事務組合や埼玉県央都市づくり協議会などでの提携がある。
鴻巣市
北東部でわずかに接している。鴻巣市と桶川市を直接結ぶ公共交通機関は存在せず、北本市を経由する必要がある。高崎線の快速アーバン・通勤快速（夜間の一部）は桶川駅の次は鴻巣駅に停車する。また、上越新幹線は鴻巣市との市境を通過する。埼玉県央広域事務組合や埼玉県央都市づくり協議会などでの提携がある。
蓮田市
東部でわずかに接している。埼玉県道77号行田蓮田線で結ばれているが、蓮田市と桶川市を直接結ぶ公共交通機関は存在しない。電話番号の単位料金区域では同じ浦和MAに属し、市内扱いである。
久喜市
東部で接している。久喜市が南埼玉郡菖蒲町と合併したことで隣接するようになった。埼玉県道12号川越栗橋線や圏央道などで結ばれている。朝日バスの桶川駅 - 菖蒲車庫のバス路線がある。また、上越新幹線は桶川市から久喜市に入った後、再び桶川市に入るルートを通る。
北足立郡伊奈町
南東部で接している。埼玉県道311号蓮田鴻巣線で結ばれている。上尾市と同様に上尾警察署の管轄内であるほか、電話番号の単位料金区域でも同じ浦和MAに属し、市内扱いである。桶川市南東部（倉田など）では埼玉新都市交通伊奈線（ニューシャトル）内宿駅が最寄となる。また、上越新幹線は伊奈町から桶川市へと向かうルートを通っている。
比企郡川島町
西部で接している。埼玉県道12号川越栗橋線や圏央道で結ばれている。東武バスウエストの桶川駅〜川越駅のバス路線（川越04系統）があり、川島町を経由する。

## 歴史
「桶川市」という地方公共団体が成立する以前のことでも現在の市域内のことを記述する。

### 古代以前
現在の川田谷地区には荒川沿いに数多くの古墳や遺跡が発見されていて川田谷古墳群といわれる。その中には原山古墳群や熊野神社古墳などがある。熊野神社古墳は大和政権の力が東に及んでいたことを示す手がかりとして重要視されている。
篠津にある多気比売神社は、平安時代の延喜式にその存在が書かれており、市内最古の神社といわれている。

### 中世
「おけがわ」という地名はこのころから文献に現れ、郷があったことが確認されている。しかし「桶川」ではなく「桶皮」という表記もある。地名の由来は後の節を参照。

### 近世
古くから農産物の集散地であったために、人が集まり中山道の宿場町として栄えた。現在の桶川市の中心部は上尾市の北部を含めて桶川郷と呼ばれていた。このあたりでは紅花が栽培されていて、宿場の発展に重要な役割を果たしていた。
宿場の歴史の詳細については桶川宿の項目を参照。

### 近代以降

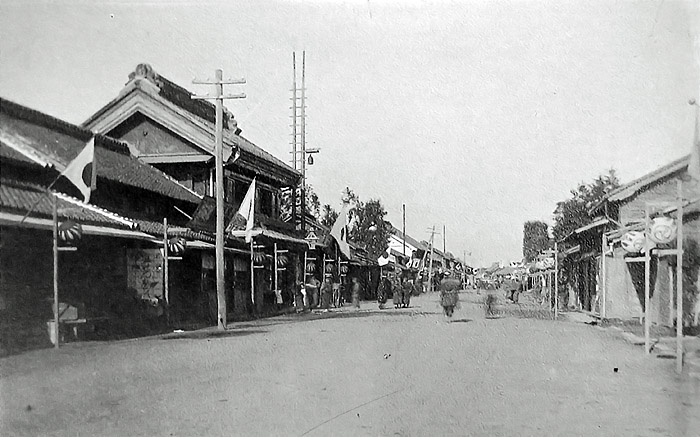
立花町（現在の南1丁目・東1丁目に挟まれた区域)の中山道の町並み（1907年）

明治になると時代の変化とともに中山道は衰退し、宿場としての役目も終え始める。紅花も輸入品や化学染料に取って代わられて衰退したが、宿場址が町の発展の中心となった。1883年に中山道に沿うように高崎線が敷設され、1885年には桶川駅が設置された。
1889年に町村制が施行され、桶川宿と隣接する3村により桶川町が成立する。同時に現在の市域に加納村、川田谷村、大石村が成立する。
昭和の大合併時には埼玉県により近隣の10町村（桶川町・加納村・川田谷村・大石村・上平村・上尾町・平方町・原市町・大谷村・伊奈村）による合併案が示されたが主に桶川町の反対により実現せず（詳細は上尾市#歴史を参照）、1955年1月1日に加納村、3月10日に川田谷村とそれぞれ合併し、新たに桶川町が成立する。同年4月1日、旧大石村の大字井戸木字後の地域が同年1月1日の合併により成立した上尾町から分離し、桶川町に編入された。翌日その一部を再び桶川町から分離、上尾町に編入し現在に至る。旧上平村の大字上字堤・長浪・谷通も大字井戸木の合併とほぼ同時期に桶川町に編入合併の動きがあったが実現しなかった。
詳細は加納村、川田谷村、大石村、上平村の年表を参照。

### 地名の由来
- 桶川の地名は、1352年（観応3年）の足利尊氏の家臣への下文に「桶皮郷菅谷村」と記されたのが文献上最古のものである。なお、この菅谷村は現在の上尾市菅谷を指すと見られる。桶川の地名は古来からのものである為、はっきりとした由来は不明であるが、以下の2つの仮説が云われている。
  - 「沖側」に由来 - 「オキ」は広々とした田畑の意で、その方向である「沖側」が訛ったというものである。
  - 「起き川」に由来 - 芝川・鴨川等の水源が有ることから川が起こる所すなわち「起き川」になったというものである。

桶皮表記が見られるのは足利文献のみであり、桶川、桶皮のどちらも当て字によるものと推測される。

### 市域の成立まで
| 1868年以前 | 1868年以前 | 1868年   | 1875年   | 1879年       | 1889年4月1日 | 1955年1月1日 | 1955年3月10日 | 1956年4月1日             | 1956年4月2日   | 1970年11月3日 |
| ---------- | ---------- | -------- | -------- | ------------ | ------------ | ------------ | ------------- | ------------------------ | -------------- | ------------- |
|            | 桶川宿     | 桶川宿   | 桶川宿   | 桶川宿       | 桶川町       | 桶川町       | 桶川町        | 桶川町                   | 桶川町         | 桶川市        |
|            | 町谷村     | 町谷村   | 町谷村   | 大谷領町谷村 | 桶川町       | 桶川町       | 桶川町        | 桶川町                   | 桶川町         | 桶川市        |
|            | 上日出谷村 |          |          |              | 桶川町       | 桶川町       | 桶川町        | 桶川町                   | 桶川町         | 桶川市        |
|            | 下日出谷村 |          |          |              | 桶川町       | 桶川町       | 桶川町        | 桶川町                   | 桶川町         | 桶川市        |
|            | 上加納村   | 上加納村 | 加納村   | 加納村       | 加納村       | 桶川町       | 桶川町        | 桶川町                   | 桶川町         | 桶川市        |
|            | 下加納村   |          | 加納村   | 加納村       | 加納村       | 桶川町       | 桶川町        | 桶川町                   | 桶川町         | 桶川市        |
|            | 坂田村     |          |          |              | 加納村       | 桶川町       | 桶川町        | 桶川町                   | 桶川町         | 桶川市        |
|            | 篠津村     |          |          |              | 加納村       | 桶川町       | 桶川町        | 桶川町                   | 桶川町         | 桶川市        |
|            | 舎人新田   |          |          |              | 加納村       | 桶川町       | 桶川町        | 桶川町                   | 桶川町         | 桶川市        |
|            | 領家村     | 領家村   | 領家村   | 小針領家村   | 加納村       | 桶川町       | 桶川町        | 桶川町                   | 桶川町         | 桶川市        |
|            | 五丁台村   |          |          |              | 加納村       | 桶川町       | 桶川町        | 桶川町                   | 桶川町         | 桶川市        |
|            | 倉田村     |          |          |              | 加納村       | 桶川町       | 桶川町        | 桶川町                   | 桶川町         | 桶川市        |
|            | 上川田谷村 | 川田谷村 | 川田谷村 | 川田谷村     | 川田谷村     | 川田谷村     | 桶川町        | 桶川町                   | 桶川町         | 桶川市        |
|            | 下川田谷村 | 川田谷村 | 川田谷村 | 川田谷村     | 川田谷村     | 川田谷村     | 桶川町        | 桶川町                   | 桶川町         | 桶川市        |
|            | 樋詰村     |          | 川田谷村 | 川田谷村     | 川田谷村     | 川田谷村     | 桶川町        | 桶川町                   | 桶川町         | 桶川市        |
|            | 井戸木村   | 井戸木村 | 井戸木村 | 井戸木村     | 大石村       | 上尾町       | 上尾町        | （大字井戸木字後）       | 桶川町         | 桶川市        |
|            | 井戸木村   | 井戸木村 | 井戸木村 | 井戸木村     | 大石村       | 上尾町       | 上尾町        | （大字井戸木字後）       | （字後の一部） | 上尾市        |
|            | 井戸木村   | 井戸木村 | 井戸木村 | 井戸木村     | 大石村       | 上尾町       | 上尾町        | 上尾町（1958年、上尾市） |                | 上尾市        |

### 年表
- 1869年（明治2年）1月28日 (旧暦) - 武蔵知県事・宮原忠治の管轄区域をもって大宮県が発足（県庁は日本橋馬喰町）。
- 1869年（明治2年）9月29日 (旧暦) - 県庁が浦和に移転し、大宮県から浦和県に改称。
- 1871年（明治4年）11月14日 (旧暦) - 浦和県・忍県・岩槻県の3県が合併して埼玉県が誕生。
- 1872年（明治5年） - 大区小区制施行により、第18区に所属する[1]。
- 1879年（明治12年） - 足立郡の区域をもって行政区画としての北足立郡が発足。郡役所は浦和宿に設置。
- 1889年（明治22年）4月1日 - 桶川宿・大谷領町谷村・上日出谷村・下日出谷村が合併し、北足立郡桶川町となる。
- 1955年（昭和30年）
  - 1月1日 - 桶川町と加納村が合併し、桶川町となる[3]。
  - 3月10日 - 桶川町と川田谷村が合併し、桶川町となる[3]。
- 1956年（昭和31年）
  - 4月1日 - 大字井戸木字後が上尾町（現在の上尾市）から分離、桶川町に編入される[2][3]。
  - 4月2日 - 大字井戸木字後の一部が分離、上尾町に編入される[2][3]。
- 1968年（昭和43年）10月23日 - 町章（現在の市章）が桶川の「オ」と「ケ」を図案化したものに決定される。デザインは全国から公募され、東京都青梅市の男性がデザインしたものが採用された[4]。
- 1969年（昭和44年）12月15日 - 市内のホンダエアポートでスカイダイバーが墜落、死亡する事故が発生（埼玉桶川スカイダイビング墜落事故 (1969年)を参照）。
- 1970年（昭和45年）11月3日 - 市制施行により、桶川市となる[1][3]。
- 1976年（昭和51年）10月 - 市の花、市の木を制定[5]。
- 1977年（昭和52年）4月 - 総合福祉センターが完成。
- 1978年（昭和53年）4月 - 桶川市農業センターが完成。
- 1979年（昭和54年）4月1日 - 土地改良により桶川市と上尾市との境界変更を実施[6][7]。
- 1980年（昭和55年）11月 - 市制施行10周年記念式典を挙行する。
- 1983年（昭和58年）4月 - 城山公園が部分開園する。
- 1986年（昭和61年）3月9日 - 市内のホンダエアポートでスカイダイバー2人が墜落、1人が死亡し1人が負傷する事故が発生（埼玉桶川スカイダイビング墜落事故 (1986年)を参照）。
- 1987年（昭和62年）
  - 7月 - 桶川市立図書館が開館する。
  - 10月1日 - 土地改良により上尾市と桶川市との境界変更を実施[8][6][7]。
- 1987年（昭和62年）
- 1989年（平成元年）5月1日 - 区画整理事業により桶川市と上尾市との境界変更を実施[9][6][7]。
- 1992年（平成4年）
  - 8月 - 川田谷生涯学習センターが完成する。
  - 11月 - 歴史民俗資料館が開館する。
- 1995年（平成7年）1月 - 桶川宿に発展をもたらした紅花をよみがえらせ、街づくりのシンボルとする「べに花の郷づくり事業」が始まる。
- 1997年（平成9年）
  - 1月 - 「市民の歌」の歌詞が決定する。
  - 11月 - 桶川市民ホールが完成する。
- 1999年（平成11年）
  - 2月 - 桶川市観光協会を設立する。
  - 10月26日 - 桶川駅周辺で桶川ストーカー殺人事件が発生し上尾警察署の対応に批判が集まる。
- 2000年（平成12年）7月 - 桶川市べに花ふるさと館が開館する。
- 2001年（平成13年）4月 - 市内循環バス「べにばなGO」の運航を開始。
- 2004年（平成16年）
  - 彩の国まごころ国体のバスケットボール成年女子の競技が行われた。
  - 上尾市・桶川市・伊奈町での合併準備会が発足するも編入か新設合併かの調整が難航し解散。
  - 11月 - 市内の旧荒川で元千葉ロッテマリーンズ投手強盗殺人事件の被害者の遺体が発見される。
- 2010年（平成22年）11月3日 - 市制施行40周年を記念し、公式マスコットキャラクター『オケちゃん』の使用を開始した。
- 2014年（平成26年）11月 - 市民活動サポートセンターが開設する。
- 2018年（平成30年）5月7日 - 市役所庁舎の建替えが完成し、新庁舎の使用を開始した。
- 2020年（令和2年）11月3日- 市制施行50周年を迎えた。

## 人口
総人口は2011年1月1日の75,987人をピークに減少に転じている。
| |                                        |  |
| 桶川市と全国の年齢別人口分布（2005年） | 桶川市の年齢・男女別人口分布（2005年） |  |
| ■紫色 ― 桶川市 ■緑色 ― 日本全国 | ■青色 ― 男性 ■赤色 ― 女性              |  |
| 桶川市（に相当する地域）の人口の推移 \| 1970年（昭和45年） \| 38,717人 \| \| \| 1975年（昭和50年） \| 48,034人 \| \| \| 1980年（昭和55年） \| 55,747人 \| \| \| 1985年（昭和60年） \| 61,499人 \| \| \| 1990年（平成2年） \| 69,029人 \| \| \| 1995年（平成7年） \| 73,084人 \| \| \| 2000年（平成12年） \| 73,967人 \| \| \| 2005年（平成17年） \| 73,677人 \| \| \| 2010年（平成22年） \| 74,715人 \| \| \| 2015年（平成27年） \| 73,936人 \| \| \| 2020年（令和2年） \| 74,748人 \| \| |                                        |  |
| 総務省統計局 国勢調査より |                                        |  |
| 1970年（昭和45年） | 38,717人                               |  |
| 1975年（昭和50年） | 48,034人                               |  |
| 1980年（昭和55年） | 55,747人                               |  |
| 1985年（昭和60年） | 61,499人                               |  |
| 1990年（平成2年） | 69,029人                               |  |
| 1995年（平成7年） | 73,084人                               |  |
| 2000年（平成12年） | 73,967人                               |  |
| 2005年（平成17年） | 73,677人                               |  |
| 2010年（平成22年） | 74,715人                               |  |
| 2015年（平成27年） | 73,936人                               |  |
| 2020年（令和2年） | 74,748人                               |  |

|            | 面積（km2） | 人口（人） | 人口密度（人/km2） |
| ---------- | ----------- | ---------- | ------------------ |
| 桶川地区   | 6.66        | 50388      | 7566               |
| 加納地区   | 8.28        | 17439      | 2106               |
| 川田谷地区 | 10.32       | 7118       | 690                |

桶川地区の居住者人口が約5万人に対して、加納地区・川田谷地区の人口はそれぞれ1万7千人、7千人と少なく、桶川地区に人口が集中している。

## 行政

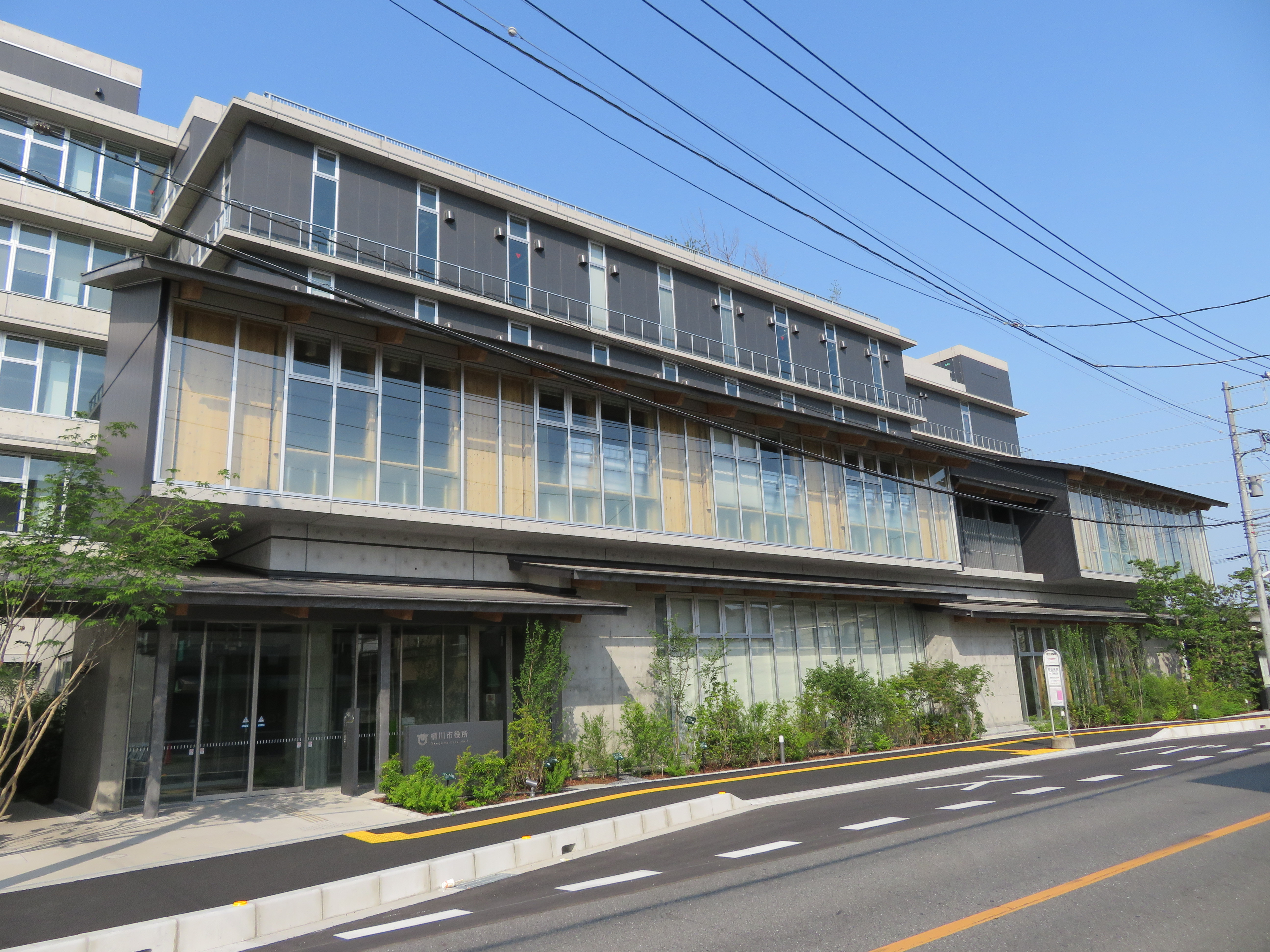
桶川市役所庁舎

- 市長：小野克典（2013年4月23日就任、2期目）

### 歴代市長
| 代 | 氏名       | 就任          | 退任          | 備考 |
| -- | ---------- | ------------- | ------------- | ---- |
| 1  | 大野利一   | 1969年4月23日 | 1973年4月22日 |      |
| 2  | 岡田仲太郎 | 1973年4月23日 | 1985年4月22日 |      |
| 3  | 野本重雄   | 1985年4月23日 | 1993年4月22日 |      |
| 4  | 上原榮一   | 1993年4月23日 | 2001年4月22日 |      |
| 5  | 岩﨑正男   | 2001年4月23日 | 2013年4月22日 |      |
| 6  | 小野克典   | 2013年4月23日 | 現職          |      |

### 行政施設
市の施設
- 子育て支援センター
- 市役所東部連絡所（勤労青少年ホーム内）
- 市役所駅西口連絡所（パトリア桶川店内）
- 老人福祉センター
- 農業センター
- 男女共同参画コーナー（アソシエ）

#### 県の施設
- 埼玉県元荒川水循環センター
  - 埼玉県下水道公社

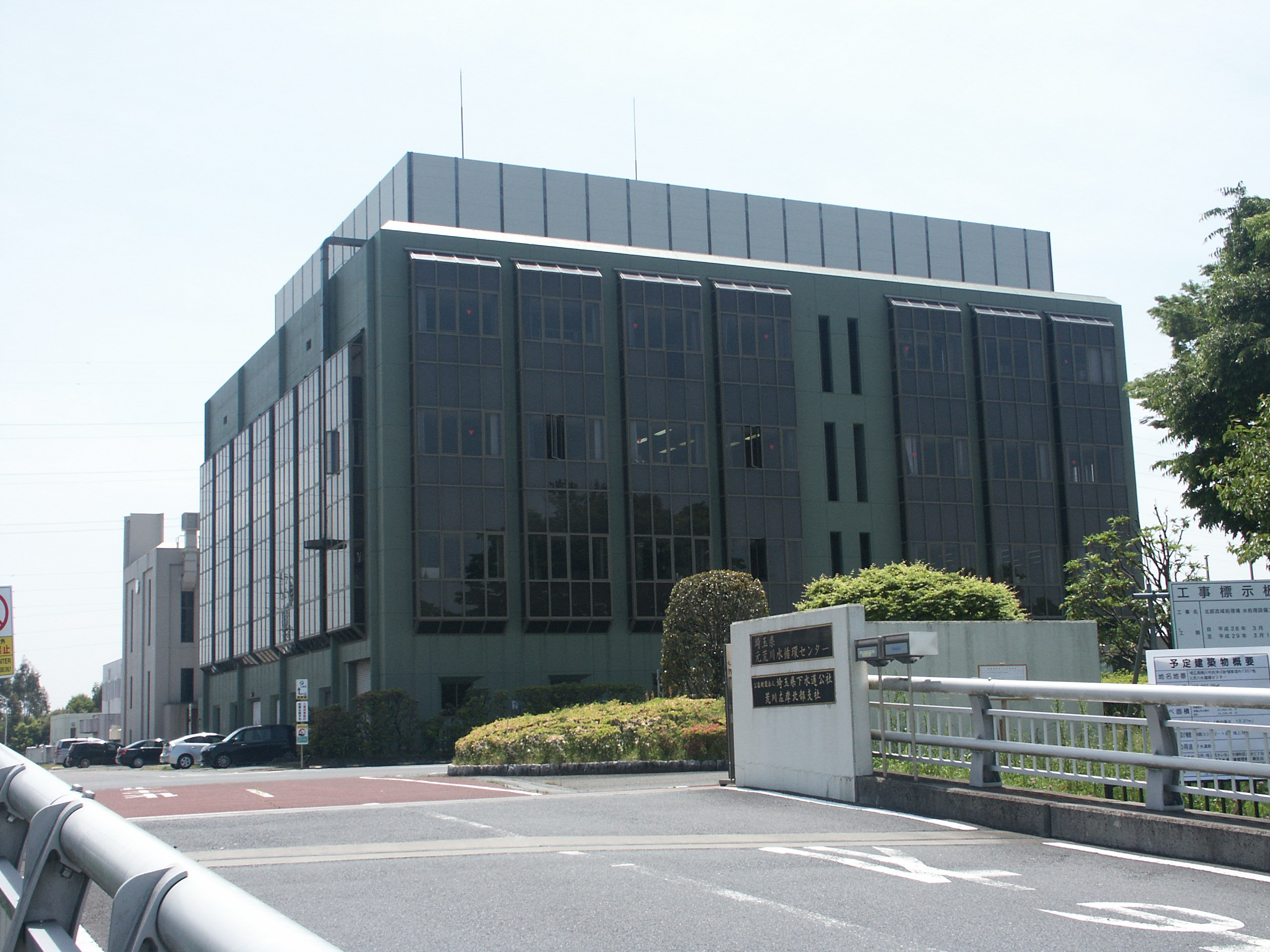
元荒川水循環センター

    - 荒川左岸北部支社、元荒川水循環センター
- 県央地域療育センター

### 広域行政
一部事務組合
- 埼玉県央広域事務組合：鴻巣市、北本市とともに消防・救急、火薬類取締法・液化石油ガス法・高圧ガス保安法に基づく事務（埼玉県央広域消防本部）と火葬場・葬祭場（県央みずほ斎場）の運営を行っている。
- 上尾桶川伊奈衛生組合：上尾市、伊奈町とともにし尿処理を行っている。
- 埼玉中部資源循環組合（平成27年4月設立）：東松山市、滑川町、嵐山町、小川町、川島町、吉見町、ときがわ町、東秩父村とともに、吉見町内に新しくごみ処理施設の建設を行う。また、建設後の管理運営も行う予定。

地方公営企業
- 桶川北本水道企業団：北本市とともに上水道事業及び下水道使用料の徴収事務を行っている。

協議会
- 埼玉県央地域まちづくり協議会：鴻巣市、上尾市、桶川市、北本市、伊奈町で構成している。

## 他の自治体との提携
- 友好都市
  - 山形県飯豊町
- 埼玉県央都市づくり協議会
  - 北本市
  - 鴻巣市
- 埼玉県央広域事務組合
- 上尾桶川伊奈衛生組合
  - 上尾市
  - 伊奈町
- 災害時相互応援協定
  - 群馬県安中市
  - 東京都武蔵村山市
  - 山形県飯豊町

## 議会

### 埼玉県議会
- 選挙区：南14区桶川市選挙区
- 定数：1人
- 任期：2023年4月30日 - 2027年4月29日
- 投票日：2023年4月9日
- 当日有権者数：62,665人
- 投票率：35.44％

| 候補者名 | 当落 | 年齢 | 党派名     | 新旧別 | 得票数   |
| -------- | ---- | ---- | ---------- | ------ | -------- |
| 岡地優   | 当   | 74   | 自由民主党 | 現     | 11,099票 |
| 稲垣雅由 | 落   | 57   | 無所属     | 新     | 8,737票  |

### 衆議院
- 選挙区：埼玉6区（鴻巣市、上尾市、桶川市、北本市）
- 任期：2024年10月27日 - 2028年10月26日
- 当日有権者数：412,325人
- 投票率：51.54％

| 当落 | 候補者名   | 年齢 | 所属党派     | 新旧別 | 得票数    | 重複 |
| ---- | ---------- | ---- | ------------ | ------ | --------- | ---- |
| 当   | 大島敦     | 67   | 立憲民主党   | 前     | 104,836票 | ○    |
|      | 中根一幸   | 55   | 無所属       | 前     | 50,425票  |      |
|      | 秋山もえ   | 48   | 日本共産党   | 新     | 24,735票  |      |
|      | 細谷美恵子 | 64   | 日本維新の会 | 新     | 24,341票  | ○    |

## 経済

### 小売業
- パトリア桶川店/おけがわマイン
- マメトラショッピングセンター
- 桶川市商工会

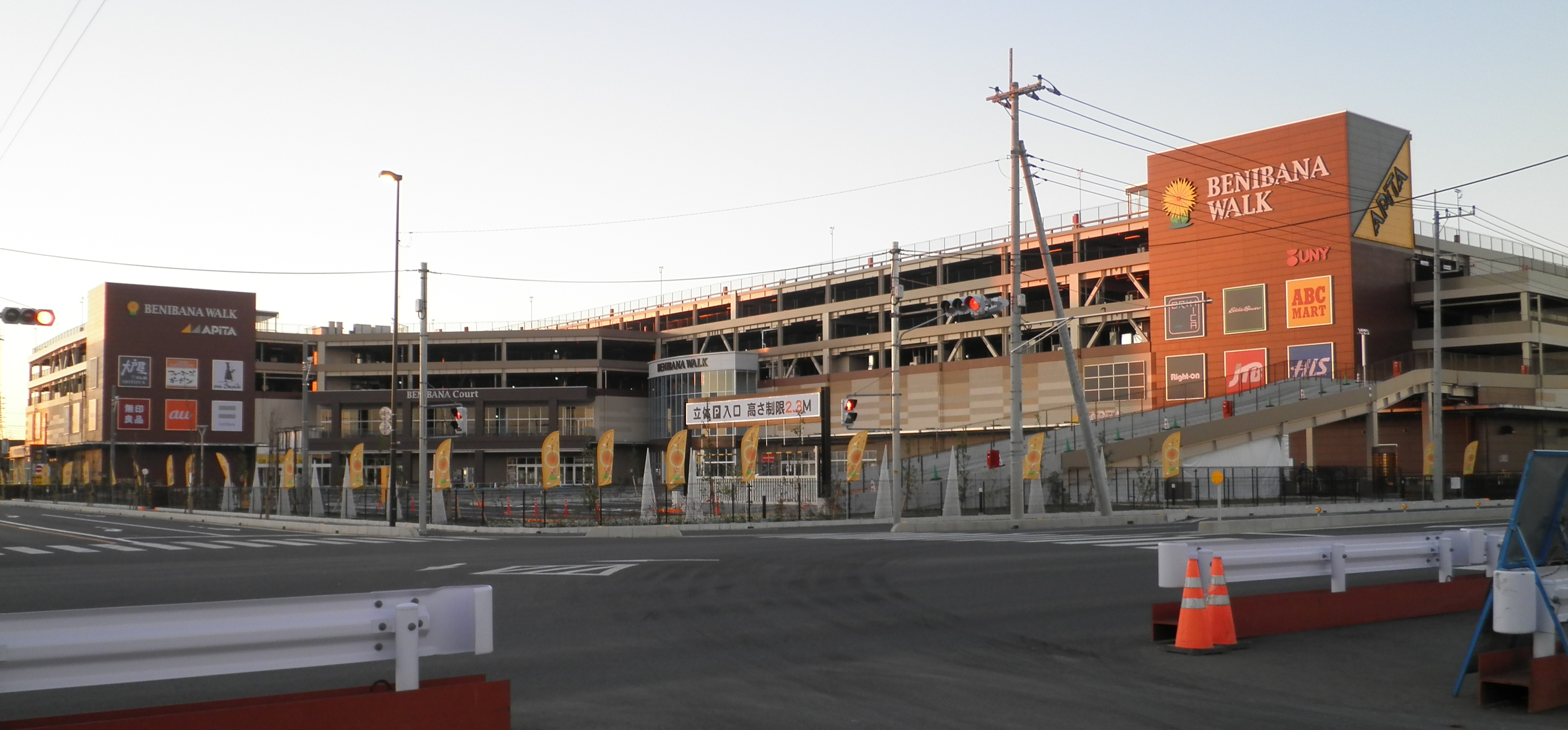
ベニバナウォーク桶川

- ベニバナウォーク桶川/アピタ桶川店 - ユニー系ショッピングモール

### 産業
- マルキユー本社（赤堀2丁目）
- しまむら桶川商品センター（赤堀2丁目）

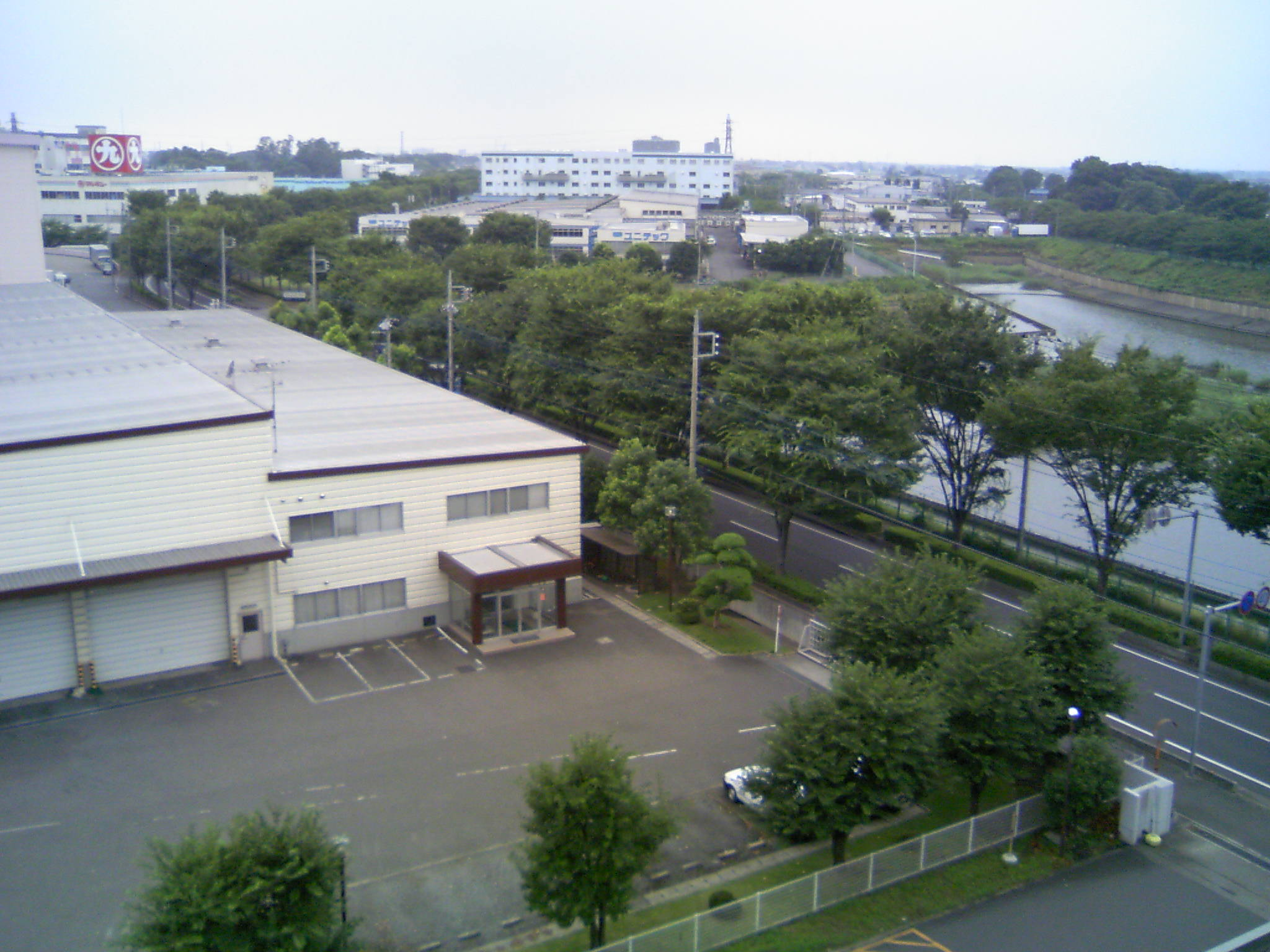
東部工業団地

- パナソニック テクニカルサービス（赤堀2丁目）
- 日立物流埼玉物流センター（赤堀2丁目）
- シーエックスカーゴ本社（赤堀1丁目）
- さいたまコープ桶川生鮮センター（赤堀1丁目）
- 国際チャート（赤堀1丁目）
- 三国フーズ（加納）
- シード総合研究所（加納）
- 日東食品（加納）
- プロテリアル桶川工場（旧・三菱マテリアル桶川製作所）（上日出谷）
- トーハン桶川SCMセンター（上日出谷）
- 三共理化学本社（泉2丁目）

### 金融機関
- 埼玉りそな銀行桶川支店
- みずほ銀行桶川駅前出張所/桶川マイン出張所
- 三井住友銀行桶川支店
- 東和銀行
  - 桶川支店
  - 桶川西支店
- 武蔵野銀行桶川支店
- 大光銀行桶川支店
- 足利銀行桶川支店
- 埼玉縣信用金庫
  - 桶川支店
  - マルサン桶川出張所
  - ベニバナウォーク桶川出張所
- 青木信用金庫桶川支店
- 川口信用金庫桶川支店

### 農業
- さいたま農業協同組合

### 産物（特産、名産等）
- 紅花を使った品々 - 「べに花の郷づくり事業」による（市内各地）
- タマジョウ醤油 - 坂巻醤油店が製造する醤油のブランド。漫画に登場したり、テレビ番組で紹介されている。（川田谷）

## 地域

### 町域
桶川市の町域は、昭和の大合併前の町村ごとに地区が分けられている。昭和の大合併直後に編入された上尾町（旧大石村）大字井戸木は隣接する桶川地区に組み込まれている。
桶川地区
桶川市の中央部にあたり、昭和の大合併前の桶川町と昭和の大合併後に編入された上尾町（旧大石村）大字井戸木に相当する。地区西部の上日出谷・下日出谷以外の地域は住居表示実施や町名地番変更により新たに付けられた町名で、従前の大字桶川・大字町谷・大字井戸木は全域が町名整理の対象となり新たな町名に採用されなかったため、行政地名として存続していない。町谷は隣接する上尾市大字上の小字として、井戸木は上尾市の町名として残る。
- 北（1丁目・2丁目）
- 末広（1丁目 - 3丁目）
- 東（1丁目・2丁目）
- 神明（1丁目・2丁目）
- 南（1丁目・2丁目）
- 寿（1丁目・2丁目）
- 西（1丁目・2丁目）
- 泉（1丁目・2丁目）
- 若宮（1丁目・2丁目）
- 朝日（1丁目−3丁目）
- 鴨川（1丁目・2丁目）
- 下日出谷
- 下日出谷西（1丁目−3丁目）
- 下日出谷東（1丁目−3丁目）
- 上日出谷
- 上日出谷南（1丁目−3丁目）

加納地区
桶川市東部にあたり、旧加納村に相当する。地区内の赤堀は桶川東部工業団地を造成された際に、当該地域に対して新たに作られた町名であり、工場や事業所が密集している。一丁目と二丁目があるが、工業団地のためだけの区画になっていて民家は存在せず、産業用地以外には公園やコンビニエンスストアなどがあるのみ。赤堀・坂田東・坂田西以外の地域は旧来からの地名が存続している。
- 加納
- 赤堀（1丁目・2丁目）
- 篠津
- 五丁台（五町臺とも表記する）
- 舎人新田
- 倉田
- 小針領家
- 坂田
- 坂田東（1丁目 - 3丁目）
- 坂田西（1丁目 - 3丁目）

川田谷地区
桶川市西部にあたり、旧川田谷村に相当する。川田谷村は町村制施行から桶川町との合併まで他の自治体との合併を行っていないため、村内に大字が存在しなかった。桶川町との合併の際に全域を大字川田谷とし、現在に至る。
- 川田谷

### 郵政
郵便番号は市内全域が「363-00xx」。
- 桶川郵便局（若宮1丁目） - 桶川市全域の集配を担当、ゆうちょ銀行桶川店を併設
  - 桶川坂田郵便局（坂田）
  - 桶川西一郵便局（西1丁目）
  - 桶川神明郵便局（神明1丁目）
  - 桶川日出谷郵便局（上日出谷南）
  - 川田谷郵便局（川田谷）

### 市街地
市街地は高崎線、中山道、国道17号に沿う形で形成されている。桶川駅の西口には三井精機工業の工場があったが、駅西口再開発により川島町に移転した。跡地はロータリーなどが整備され、パトリア桶川店の出店、パークタウン若宮、駅西口公園の建設が先立って行われた。その後ビュータワーおけがわ、桶川市民ホール、さいたま文学館が建設された。

### 住宅団地
- 桶川けやき団地
- 桶川坂田ウエスト住宅 (坂田字南)
- 桶川けやき住宅 (上日出谷)
- 桶川川田谷住宅 (川田谷)
- 桶川倉田住宅 (倉田)

### 教育

#### 幼稚園
- 愛宕幼稚園
- 桶川ときわこども園
- 認定こども園ひがし幼稚園
- おけがわ幼稚園
- しろがね幼稚園
- うさぎ幼稚園
- 学校法人 永島学園 認定こども園 ひだまり

#### 保育所
公立
- 桶川市鴨川保育所
- 桶川市北保育所
- 桶川市坂田保育所
- 桶川市日出谷保育所

私立
- 桶川たんぽぽ保育園
- カオルキッズランド保育園
- 桶幼どれみ保育園
- 認定こども園ひがし保育園

#### 小学校
- 桶川市立加納小学校
- 桶川市立川田谷小学校
- 桶川市立桶川東小学校
- 桶川市立桶川西小学校
- 桶川市立日出谷小学校
- 桶川市立朝日小学校
- 桶川市立桶川小学校

#### 中学校
- 桶川市立桶川中学校
- 桶川市立桶川東中学校
- 桶川市立桶川西中学校
- 桶川市立加納中学校

#### 高等学校
- 埼玉県立桶川高等学校
- 埼玉県立桶川西高等学校

### 施設

#### 公園

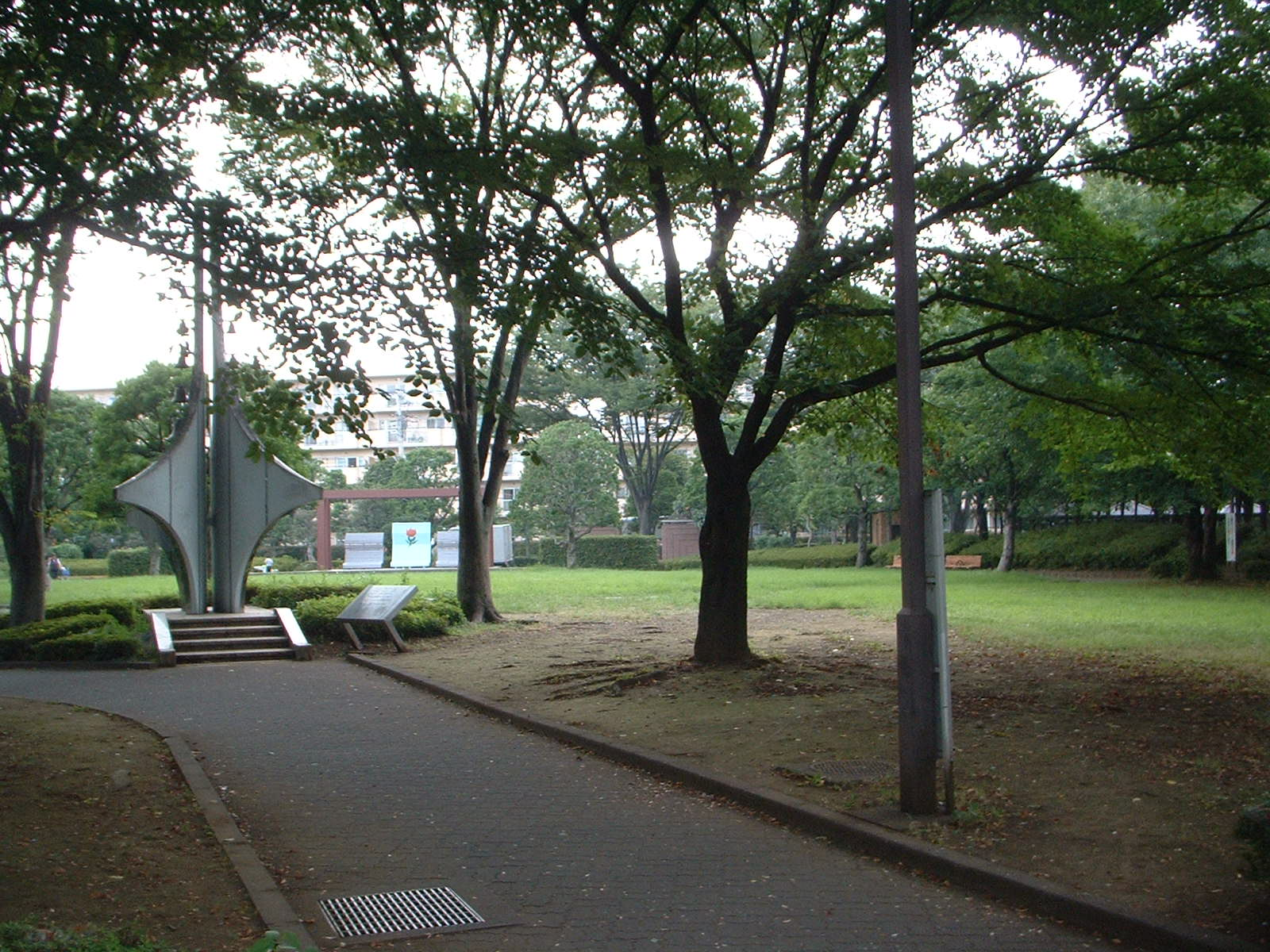
駅西口公園

- 城山公園
- 駅西口公園
- 桶川市子ども公園わんぱく村

この他にあと19か所ある。

#### 文化施設
- 桶川市民ホール
  - さいたま文学館と併設
- 歴史民俗資料館
- べに花ふるさと館

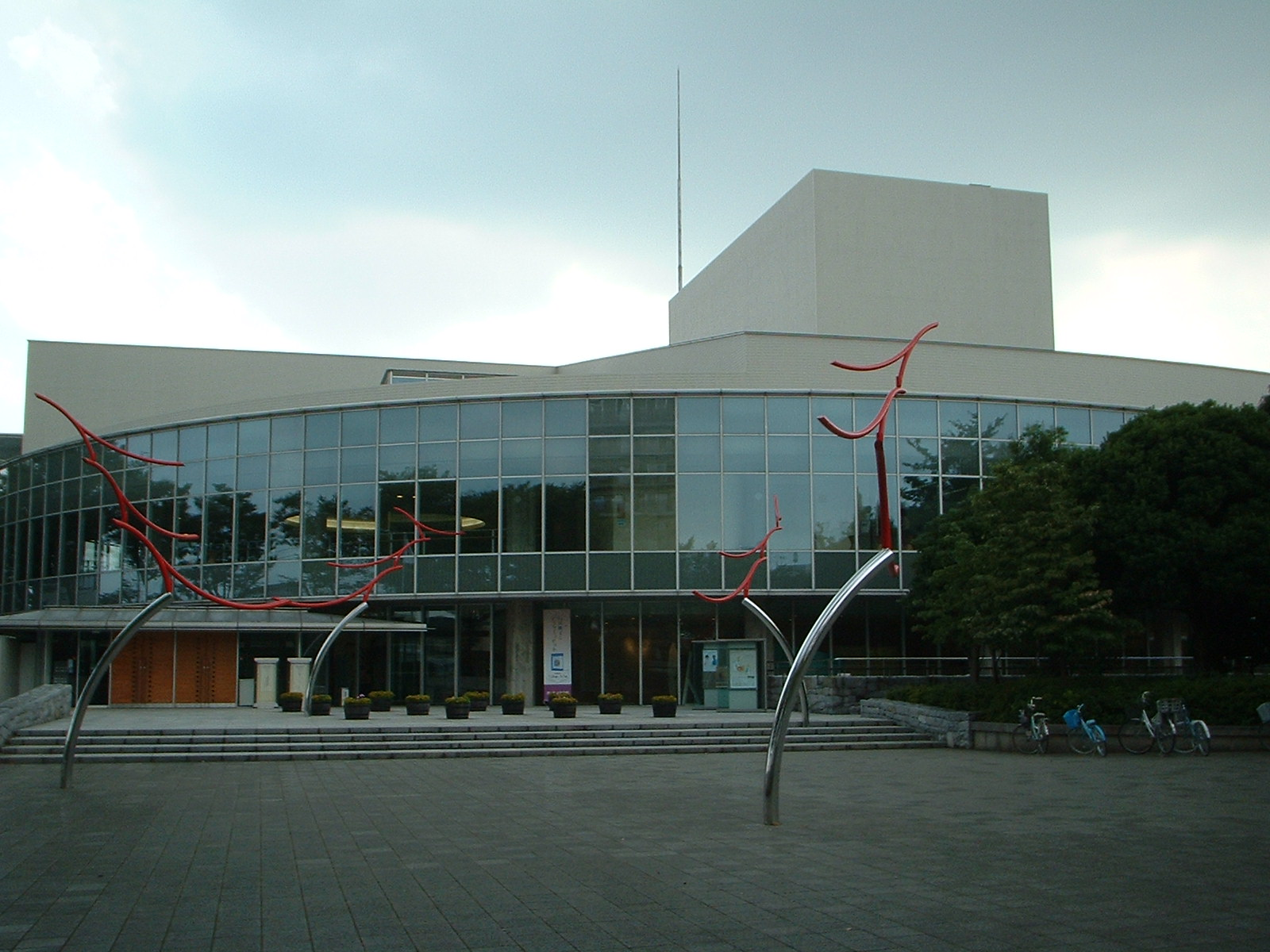
市民ホールとさいたま文学館が併設された建物。響の森が愛称。

- 桶川飛行学校平和祈念館 - 熊谷陸軍飛行学校桶川分教場の跡地を改修
- 児童館
- 公民館
  - 桶川公民館・立花会館
  - 桶川東公民館
  - 加納公民館
  - 川田谷公民館
- 高齢者いこいの家（中山道ふれあい館）
- 桶川集会所（ユニティ）
- 加納集会所（パルレ）

#### 学習施設
- 図書館
  - 中央図書館（パトリア桶川店内、旧・駅西口図書館）
  - 桶川図書館（旧・市立図書館）
  - 川田谷図書館（旧・川田谷分室）
  - 坂田図書館
- 歴史民俗資料館
- べに花ふるさと館
- 勤労青少年ホーム(さくらフレンド)

#### スポーツ施設
- 城山公園（テニスコート、多目的広場、市民プール）
- 桶川サン・アリーナ（総合体育館）
- 舎人テニスコート
- 総合運動場（野球場、ソフトボール場）
- 下日出谷スポーツ広場（野球・サッカーなど）

#### 清掃
- 桶川市環境センター

#### 上水道
- 桶川北本水道企業団

#### 警察
- 上尾警察署（上尾市）

#### 消防
- 埼玉県央広域消防本部（鴻巣市）
  - 桶川消防署
- 桶川市消防団

### 電話
市外局番は市内全域「048」。市内局番が「6XX」「7XX」「8XX」の地域との通話は市内通話料金で利用可能（浦和MA）。収容局は桶川局、上尾局、埼玉加納局。「7xx」から始まる市内局番は桶川市と同じNTT東日本上尾営業所（旧電報電話局）管内に属する上尾市、伊奈町のほか、蓮田市、さいたま市岩槻区、春日部市で使用されている。

## 交通

### 鉄道
- 東日本旅客鉄道（JR東日本）
  - 高崎線
    - 桶川駅

また、同線北上尾駅が市の南部に、埼玉新都市交通伊奈線内宿駅が市の南東部に近接している。その他、上越新幹線が大宮駅 - 熊谷駅間で当市を通過している。

### 道路

#### 高速道路
- C4 首都圏中央連絡自動車道（圏央道）
  - 60 桶川北本IC
  - 61 桶川加納IC

このほか、東北自動車道・久喜ICや、関越自動車道・東松山ICなどの利用もあげられる。

#### 一般国道
- 国道17号
- 国道17号上尾道路

#### 主要地方道
- 埼玉県道12号川越栗橋線
- 埼玉県道33号東松山桶川線
- 埼玉県道57号さいたま鴻巣線
- 埼玉県道77号行田蓮田線

#### 一般県道
- 埼玉県道134号桶川停車場線
- 埼玉県道164号鴻巣桶川さいたま線（旧中山道）
- 埼玉県道311号蓮田鴻巣線

#### 市道
- 2439路線ある。

具体的な見通しはないが第二産業道路が五丁台まで延長される計画がある。

#### 道の駅
- べに花の郷おけがわ

### バス
- 東武バスウエスト（川越営業事務所）
  - 桶川駅 - 川越駅

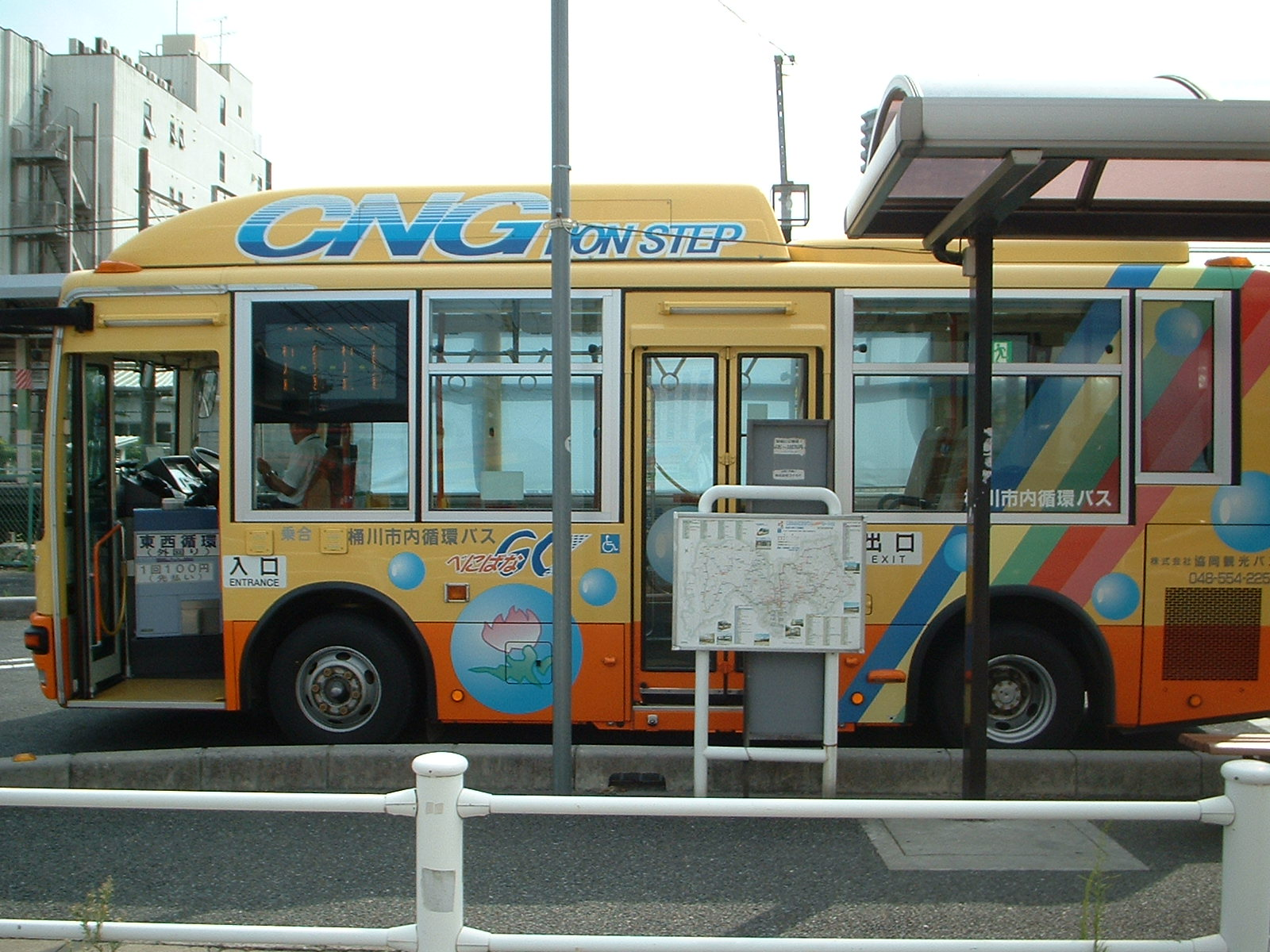
べにばなGO

  - 【高速バス】桶川駅 - 羽田空港 ※京浜急行バスと共同運行
- 川越観光バス（森林公園営業所）
  - 桶川駅 - けやき団地 - 北里病院
- 朝日バス（菖蒲営業所）
  - 桶川駅 - 菖蒲車庫
  - 桶川駅 - 西窪台 - 加納公民館
  - 桶川駅 - 加納循環（午後1時台迄坂田弁天公園先回り、午後2時台以降みの木先回り）
- 国際興業バス
  - 深夜中距離バス「ミッドナイトアロー」大宮〜鴻巣線
- 市内循環バス「べにばなGO」（川越観光バス・協同観光バス）

### タクシー
タクシーの営業区域は県南中央交通圏で、川口市・さいたま市・鴻巣市・上尾市・戸田市などと同じエリアとなっている。

### ヘリコプター
- 雄飛航空（本社がある。隣の川島町に自社ヘリポート所有。成田空港までヘリ・エクスプレスを運航）

## 観光

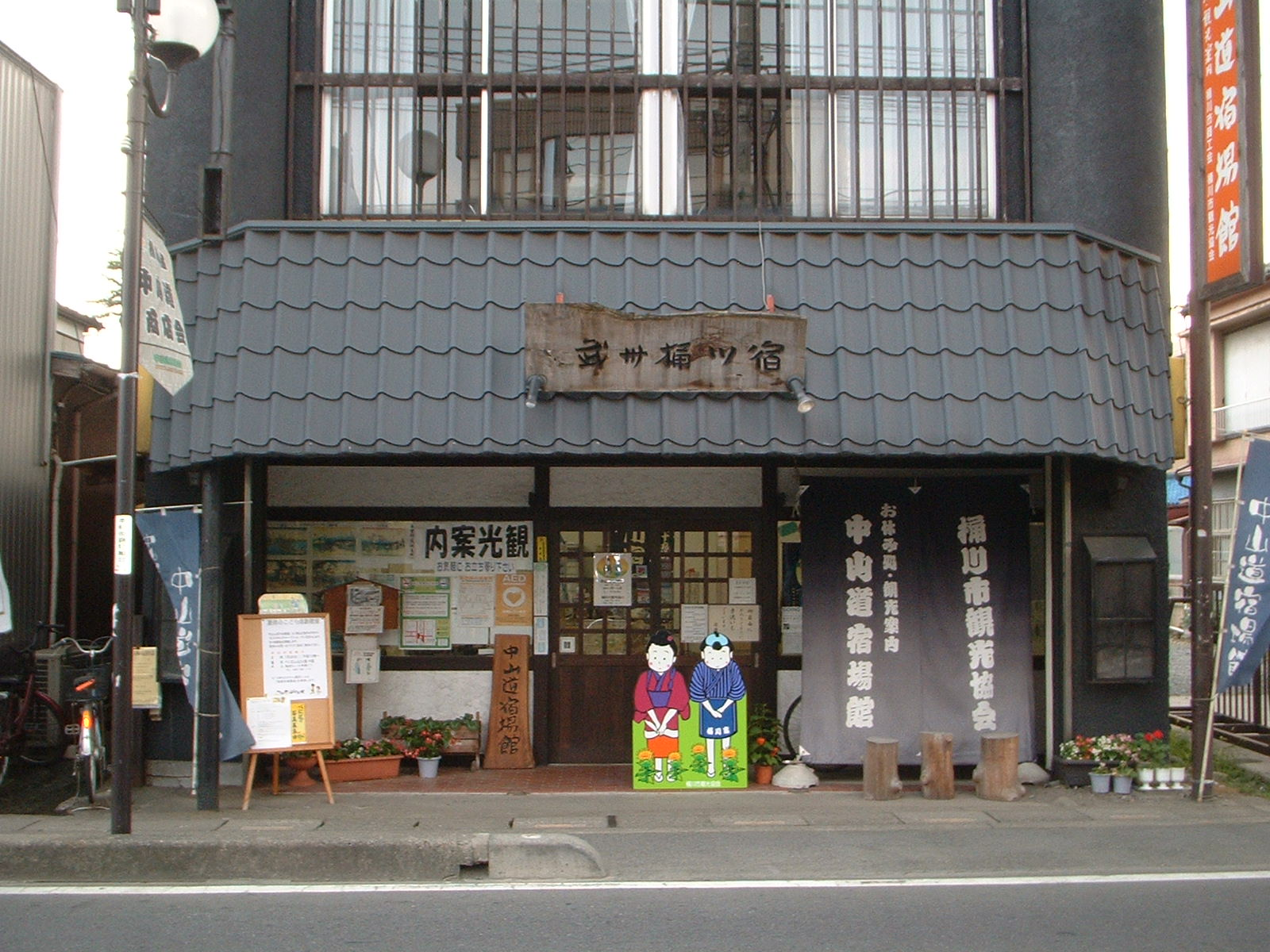
中山道宿場館

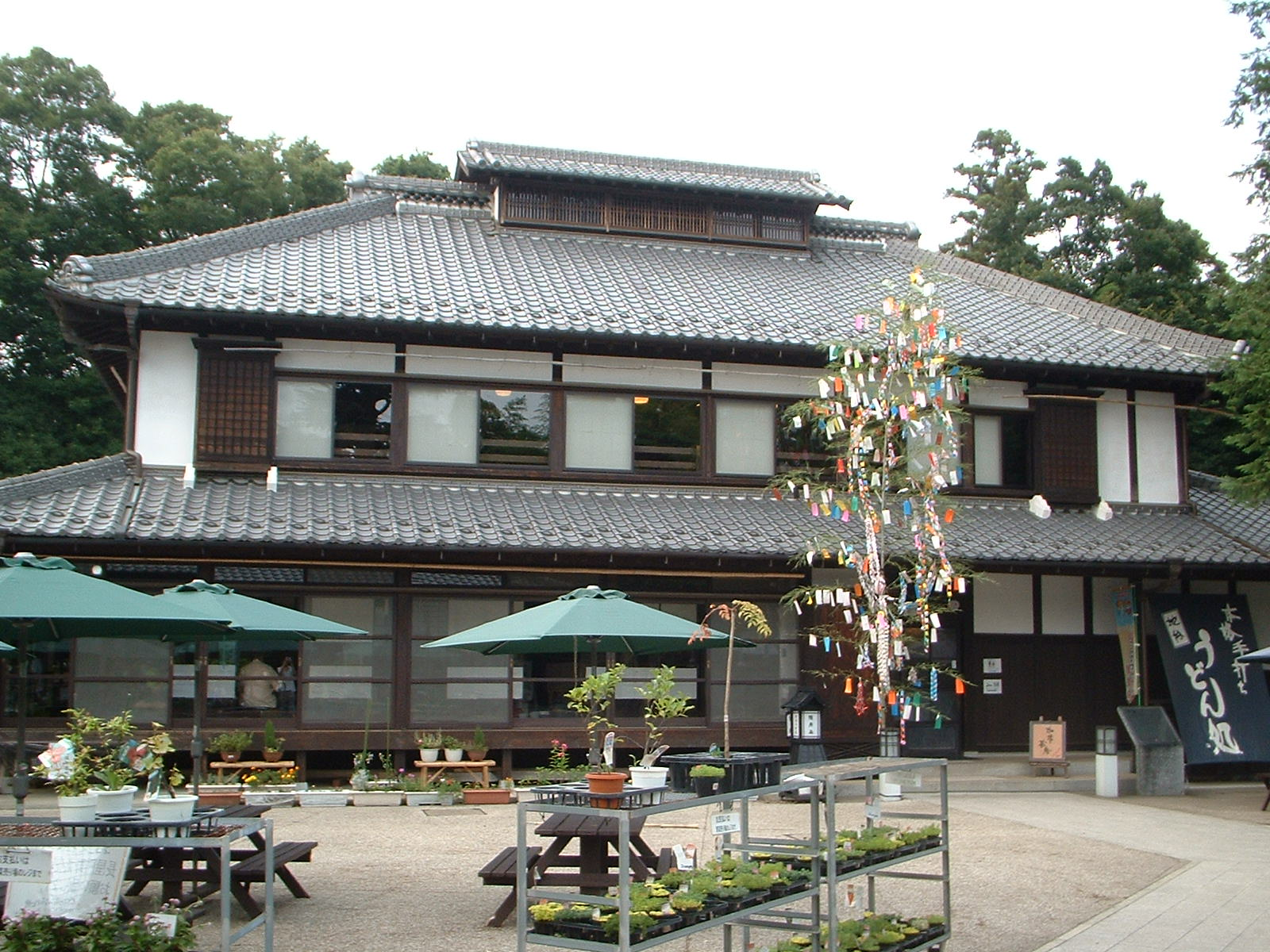
べに花ふるさと館

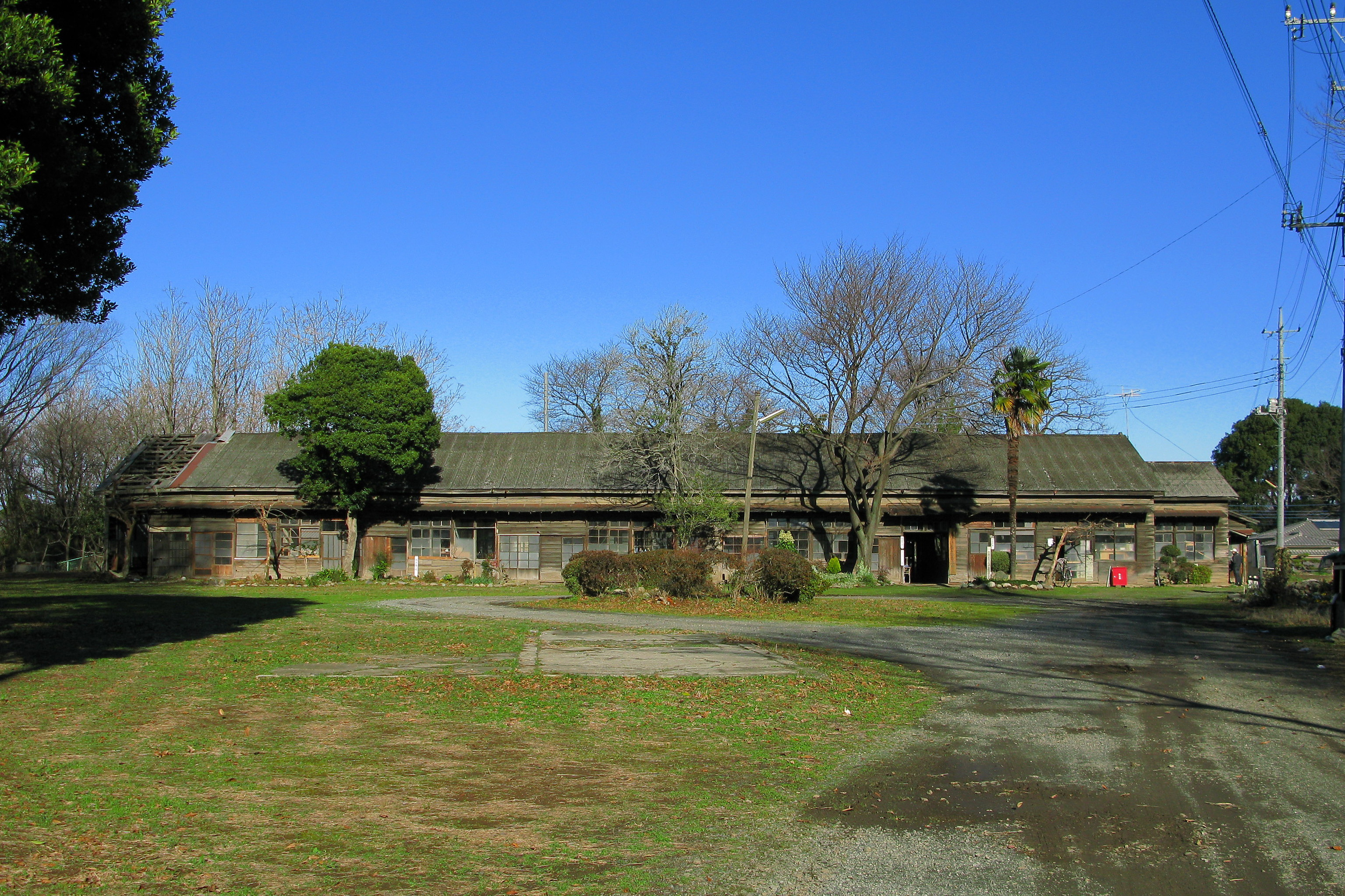
熊谷陸軍飛行学校桶川分教場

- 中山道宿場館 - 観光案内をしている。
- べに花ふるさと館

加納の古い農家である廿楽家の住宅であったが、跡継ぎがいなくなって市へ寄贈された建物を当時の景観を残しつつ改装した。観光スポットとして地元産の原料を使った手打ちうどんが味わえる他、市民が主催する体験講座などが行われたり、フリーマーケットや蚤の市などの催しが開かれたりする。また、べに花まつりのメイン会場にもなる。
- べに花摘み取り園（見頃6月下旬から7月上旬）

- ホンダエアポート（通称・桶川飛行場）

元は熊谷陸軍飛行学校桶川分教場の飛行場だったが、現在は軽飛行機専用の飛行場で、本田航空が市内上空や江ノ島などの遊覧飛行を行っている。飛行場を所有する本田航空の事務所は隣接する川島町に所在する。映画『クレヨンしんちゃん 電撃!ブタのヒヅメ大作戦』に桶川飛行場が登場した。
- さいたま文学館

### 旧跡・宗教施設
- 中山道桶川宿
  - 桶川稲荷神社
  - 武村旅館（宿場の旅籠で現在もビジネス旅館として営業している）
  - 島村老茶舗
- 大雲寺
- 明星院
- 泉福寺 - 木造阿弥陀如来坐像は国の重要文化財
- 氷川天満神社
- 遺跡
  - 川田谷古墳群
    - 熊野神社古墳 - 古墳は埼玉県指定史跡、出土品は国の重要文化財（埼玉県立歴史と民俗の博物館に寄託）
    - 原山古墳群

  - 高井遺跡住居跡（現在の桶川市立桶川西小学校に位置する）
  - 高井東遺跡
  - 後谷遺跡（後谷公園）

### 祭事・催事
- 桶川祇園祭（7月15日から16日）
- 桶川市民まつり（11月3日文化の日）

この日は桶川町が市制施行した日（桶川市になった日）であり、祇園祭と同じく中山道で行われるがこちらは中山道だけでなく周辺の施設でもイベントがあり、屋台のほかに市民が模擬店の出店をしたり、気球の試乗会や市民・市内の企業による催しが行われる。また同日には東日本実業団駅伝も行われる。
- べに花まつり（6月下旬ごろ）

## その他
- 桶川音頭（市制施行のときに制定された）
- べに花音頭
- 桶川スポーツランド
- クレヨンしんちゃんの登場人物のふかづめ竜子の本名は「桶川竜子」である。またクレヨンしんちゃん 嵐を呼ぶ!夕陽のカスカベボーイズには、市長を倒すヒーローのための道具を研究しては毎日馬に引き摺られる「オケガワ」という老人が登場している。

## 著名な出身者
- 本木雅弘[12]（俳優・元シブがき隊）
- GOING UNDER GROUND（河野丈洋除く）
ライブ中に「埼玉県桶川市からやってきましたGOING UNDER GROUNDです！」と自己紹介している。
  - 松本素生（シンガーソングライター）
- 三遊亭遊馬（三遊亭小遊三一門・二ツ目）
- 田島葉子（元テレビ金沢アナウンサー、フリーアナウンサー)
- 優菜（元プロレスラー）
- あべかすみ (リポーター)
- 朝枝信彦
- 寺門嘉之
- 辻村みちよ
- ななめ45°（下池輝明除く）
- 清司麗菜 (NGT48)
- 佐藤梨那 (日本テレビアナウンサー)
- 松岡洸希（プロ野球選手）
- 白畑真逸（俳優）
- 金杉由香（元バレーボール選手）
- 金森三河子（ゴルフ選手）
- 関根ヒカル（バレーボール選手）
- 浜田美咲（ボート選手）
- 増山浩一（俳優・声優）
- 白畑真逸（俳優）
- 渡部史絵   (鉄道ジャーナリスト)
- 田中昇（ホビーベースイエローサブマリン代表取締役社長）
- 松永綠郎 (元埼玉県副知事)